# Abdoulaye Gueye
Abdoulaye Gueye (* 10. März 1951 in Dakar) ist ein ehemaliger senegalesischer Fußballspieler.

## Karriere
Gueye wuchs in seinem Heimatland Senegal auf und begann dort das Fußballspielen, ehe er nach Frankreich auswanderte und 1973 mit 22 Jahren in den Kader der Zweitligisten RCFC Besançon aufgenommen wurde. Von Beginn an kam der Spieler auf regelmäßige Einsätze, woran sich in den folgenden Spielzeiten nichts änderte, und erreichte mit der Mannschaft jeweils das Tabellenmittelfeld. Auf diesem Wege weckte Gueye das Interesse des benachbarten Erstligisten FC Sochaux, von dem er 1977 unter Vertrag genommen wurde. Trotz einer starken aufrückenden Jugend genoss er das Vertrauen seines Trainers und hatte in seinen ersten beiden Jahren einen Stammplatz inne. In der Spielzeit 1979/80 wurde er hingegen völlig aus dem Team verdrängt und lief lediglich noch bei zwei Ligapartien auf, auch wenn er mit Sochaux die französische Vizemeisterschaft feiern konnte.
Der Vertrag des Senegalesen wurde 1980 nicht verlängert; dies hatte zur Folge, dass der Zweitligist Stade Brest ihn verpflichtete. Bei Brest zählte er wieder zu den Leistungsträgern und schaffte auf diesem Wege in seiner ersten Saison den Aufstieg in die höchste Spielklasse. Er behielt für ein Jahr in der Eliteklasse seinen Stammplatz, bevor er diesen an Jean Pierre Bosser verlor. Angesichts dessen entschied sich Gueye 1983 mit 32 Jahren nach 108 Erstligapartien mit zwei Toren und 154 Zweitligapartien mit fünf Toren für eine Beendigung seiner Laufbahn.